# NGC 5964
NGC 5964 este o emission-line galaxy⁠(d) situată în constelația Șarpele. A fost descoperită în 24 aprilie 1830 de către John Herschel. Se află la o distanță de 27,8 de megaparseci de Pământ.